# Акт застосування права
А́кт застосува́ння пра́ва (або Індивідуально-правовий акт, Правозастосовний акт, Акт правозастосування, Акт індивідуальної дії) — це правовий акт компетентного органу або посадової особи, виданий на підставі юридичних фактів і норм права, що визначає права, обов'язки або міру юридичної відповідальності конкретних осіб.
Акти застосування права повинні відповідати вимогам обґрунтованості, законності та доцільності.
Постанова Верховної Ради України, наказ про звільнення, вирок суду, постанова санепідемстанції про накладення штрафу, обвинувальний висновок, винесення попередження в усній формі — усі ці речі об'єднуються поняттям «акт застосування права».

## Ознаки
Правозастосовні акти мають ряд особливостей.
- Вони видаються компетентними органами чи посадовими особами. Як правило, це державні органи або їх посадові особи. З цього випливає державно-владний характер актів застосування права. Проте державно-владні повноваження часто здійснюють недержавні організації, наприклад, органи та посадові особи місцевого самоврядування.
- Акти застосування права строго індивідуальні, тобто адресовані поіменно конкретним особам. Цим вони відрізняються від нормативних актів, які мають загальний характер.
- Такі акти спрямовані на реалізацію вимог юридичних норм, бо конкретизують загальні розпорядження норм права стосовно конкретних ситуацій та осіб, офіційно фіксують їх суб'єктивні права, обов'язки або ступінь юридичної відповідальності, тобто виконують функцію індивідуального регулювання.
- Реалізація актів застосування права забезпечується державним примусом. При цьому акт застосування права — це документ, який є безпосередньою підставою для застосування державних примусових заходів.

Позиція Київського апеляційного адміністративного суду: «Сам по собі той факт, що конкретний акт зачіпає права, свободи й законні інтереси громадян, не свідчить про його нормативно-правовий характер, оскільки будь-який акт, як нормативно-правовий, так і акт індивідуальної дії, є джерелом прав та обов'язків і, відповідно, зачіпає права, свободи й законні інтереси особи, групи осіб або невизначеного кола осіб».

## Класифікація
Акти застосування права поділяються за наступними ознаками:
- за суб'єктами їх видання;
- за характером на:
  - регулятивні;
  - охоронні;
- за значенням на:
  - основні;
  - не основні
- за формою на:
  - письмові;
  - усні;

## Порівняння з Нормативно-правовим актом
Нормативний акт та Акт застосування права поєднують наступні спільні ознаки:
- обидва становлять собою Акт — формалізоване вираження волі повноважного органа;
- походять від публічної влади;
- мають юридичну силу — породжують правові наслідки, захищаються державним механізмом.

Їх відрізняє:
- Нормативно-правовий акт містить державно-владні приписи загального характеру.
- Акт застосування норми права містить індивідуалізовані владні приписи конкретизовані як за суб'єктами, так і за їх правами та обов'язками.

Акт застосування права не створює нового права, а лише прикладає існуюче право до конкретних суспільних відносин.